# Sara Tavaresová
Sara Alexandra Lima Tavaresová (1. února 1978 Lisabon – 19. listopadu 2023 tamtéž) byla portugalská zpěvačka, kytaristka a skladatelka, představitelka world music.

## Hudební kariéra
Narodila se kapverdským přistěhovalcům, po rozpadu rodiny vyrůstala v pěstounské péči. Jejími pěveckými vzory byly Aretha Franklinová a Tina Turnerová. V roce 1994 vyhrála soutěže Chuva de Estrelas a Festival da Canção a reprezentovala Portugalsko na Eurovision Song Contest 1994, kde skončila na osmém místě. Vystupovala na Světové výstavě 1998 a na Africa Festivalu v Německu, zpívala se skupinami Ala dos Namorados a Filarmónica Gil, spolupracovala s konžským producentem Lokuou Kanzou, píseň „The Most Beautiful Thing“ nahrála s Nelly Furtado. Nazpívala skladbu „Longe do Mundo“ pro portugalský dabing filmu Zvoník u Matky Boží, která byla oceněna od The Walt Disney Company jako nejlepší jazyková verze. V roce 2000 získala cenu Zlatý glóbus pro zpěvačku roku a v roce 2006 za album Balancê zlatou desku. Ve své tvorbě vychází z kapverdského folklóru, gospelu, jazzu a funku, texty jsou psány pouličním slangem, kde se mísí portugalština s africkými a anglickými vlivy.
Zemřela 19. listopadu 2023 na mozkový nádor.

## Diskografie
- Sara Tavares & Shout (1996)
- Mi Ma Bô (1999)
- Balancê (2006)
- Alive! in Lisboa (2008)
- Xinti (2009)
- Fitxadu (2017)